# Internazionalismo proletario

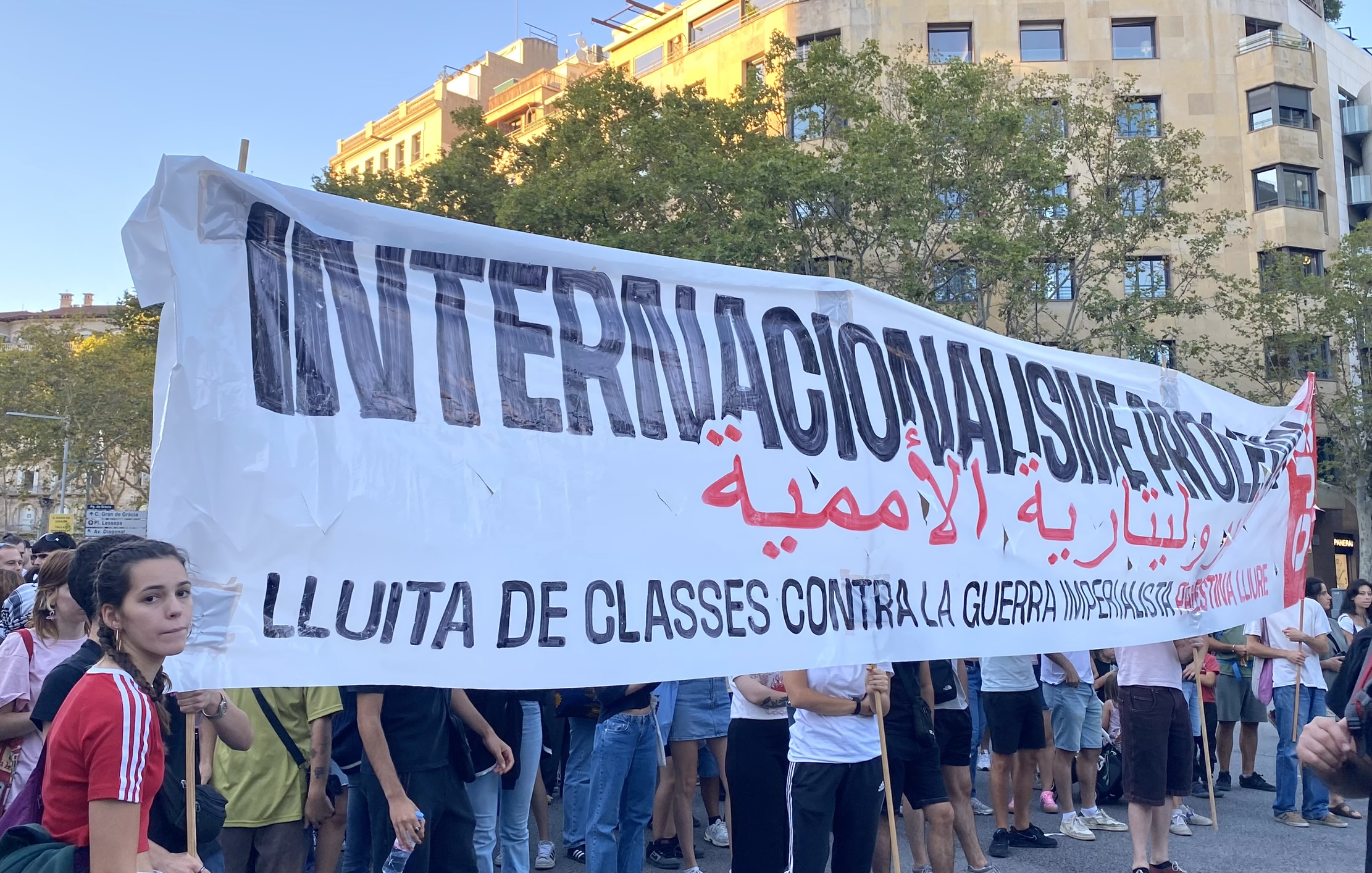
Striscione favorevole a l'internazionalismo proletario in una manifestazione in Barcellona.

Linternazionalismo proletario è la linea politica adottata dal marxismo sulla questione nazionale, in contrapposizione al nazionalismo borghese. Secondo tale linea, la classe operaia di ogni Paese deve agire con spirito di solidarietà verso i lavoratori di altri Paesi, con l'obiettivo della rivoluzione mondiale, anziché seguire il proprio governo.

## Storia
L'internazionalismo proletario è riassunto nel motto e ultima riga del Manifesto del Partito Comunista «Proletari di tutti i paesi, unitevi!» e ne è un inno il famoso canto socialista e comunista L'Internazionale.
L'internazionalismo proletario si propone di essere anche un deterrente contro le guerre tra nazioni poiché non è nell'interesse delle persone di classe proletaria imbracciare le armi tra loro, invece è più probabile che lo facciano contro la borghesia che il marxismo afferma opprima i lavoratori. Secondo la teoria marxista sulla questione nazionale, l'antonimia dell'internazionalismo proletario è il nazionalismo borghese.

## Critiche
In disaccordo con la teoria marxista, George Orwell nega la correlazione tra condizione sociale proletaria e vocazione internazionalista, con particolare riferimento all'Inghilterra: «Nella classe operaia il patriottismo è profondo, ma è inconscio. Il cuore del lavoratore non sussulta quando vede una Union Jack. Ma la famosa "insularità" e "xenofobia" degli inglesi è molto più forte nella classe operaia che nella borghesia. In tutti i paesi i poveri sono più nazionali dei ricchi, ma la classe operaia inglese si distingue per la sua ripugnanza per le abitudini straniere».